# Shrine of Remembrance
Le Sanctuaire du Souvenir (en anglais, Shrine of Remembrance), situé dans le Kings Domain sur St Kilda Road à Melbourne, en Australie, a été construit en l'honneur des femmes et des hommes  de l'état de Victoria qui ont servi durant la Première Guerre mondiale. Il rend aujourd'hui hommage à tous les Australiens qui ont servi durant la guerre. C'est un lieu de célébration annuelle du Jour du Souvenir (11 novembre), et un des plus importants monuments commémoratifs de guerre en Australie.

## Historique
Construit en granite, le Sanctuaire ne comprenait à l'époque que le sanctuaire central, contenant la Pierre du Souvenir en marbre, où sont gravés les mots : « Greater love hath no man ». Une fois par an, le 11 novembre (Jour du Souvenir à 11h00), les rayons solaires passent à travers un trou situé dans le toit, venant illuminer le mot « Love » (amour) dans l'inscription.

Sous le sanctuaire se trouve la crypte, qui contient une statue de bronze d'un père et de son fils soldat, ainsi que des panneaux listant tous les soldats de l'Australian Imperial Force.
Le processus de développement du Sanctuaire commença en 1918, avec l'idée initiale de construire un monument commémoratif pour les soldats de Victoria. Deux comités furent instaurés pour organiser un concours en vue de trouver l'architecture du nouveau monument.
Le gagnant fut annoncé en 1922, cependant, des contestations menées par Keith Murdoch et le tabloïd Herald Sun forcèrent le gouvernement australien à repenser les plans du Sanctuaire.

De nombreuses alternatives furent proposées, les plus significatives étant le « ANZAC Square » et le cénotaphe. General Sir John Monash, utilisant la marche de l'ANZAC de 1927 pour soutenir sa cause, finit par emporter l'adhésion du gouvernement victorien. La première pierre du Sanctuaire du Souvenir fut posée le 11 novembre 1927 et il fut inauguré le 11 novembre 1934.
En 2002-2003, un centre pour les visiteurs a été construit dans les fondations du Sanctuaire.

## Caractéristiques
Conçu par les architectes Phillip Hudson et James Wardrop, tous deux vétérans de la Première guerre mondiale, le sanctuaire est d'un style classique, inspiré du Mausolée d'Halicarnasse et du Parthénon d'Athènes.
Depuis 2003, un centre d'éducation (composé de trois salles de classe et d'une salle de réunion), un centre audiovisuel, une galerie d'arts, une boutique et un bureau administratif ont été ouverts en plus du Hall of Columns (« Couloir des Colonnes »), de la Gallery of Medals (« Galerie des Médailles ») et du Remembrance Garden (« Jardin du Souvenir »).

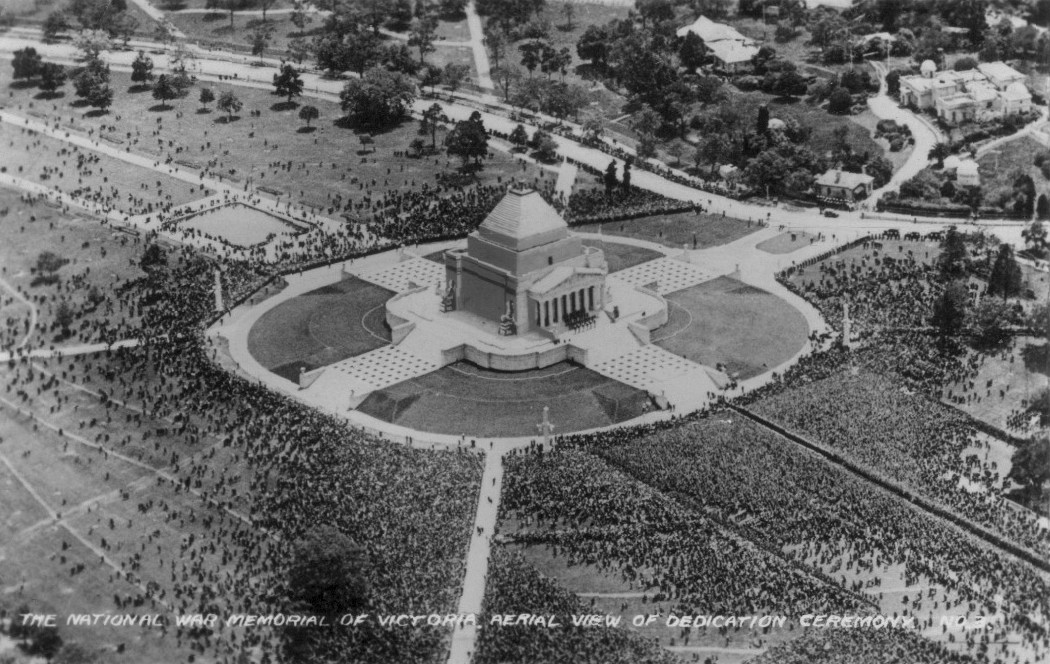
Cérémonie de consécration, le 11 novembre 1934.
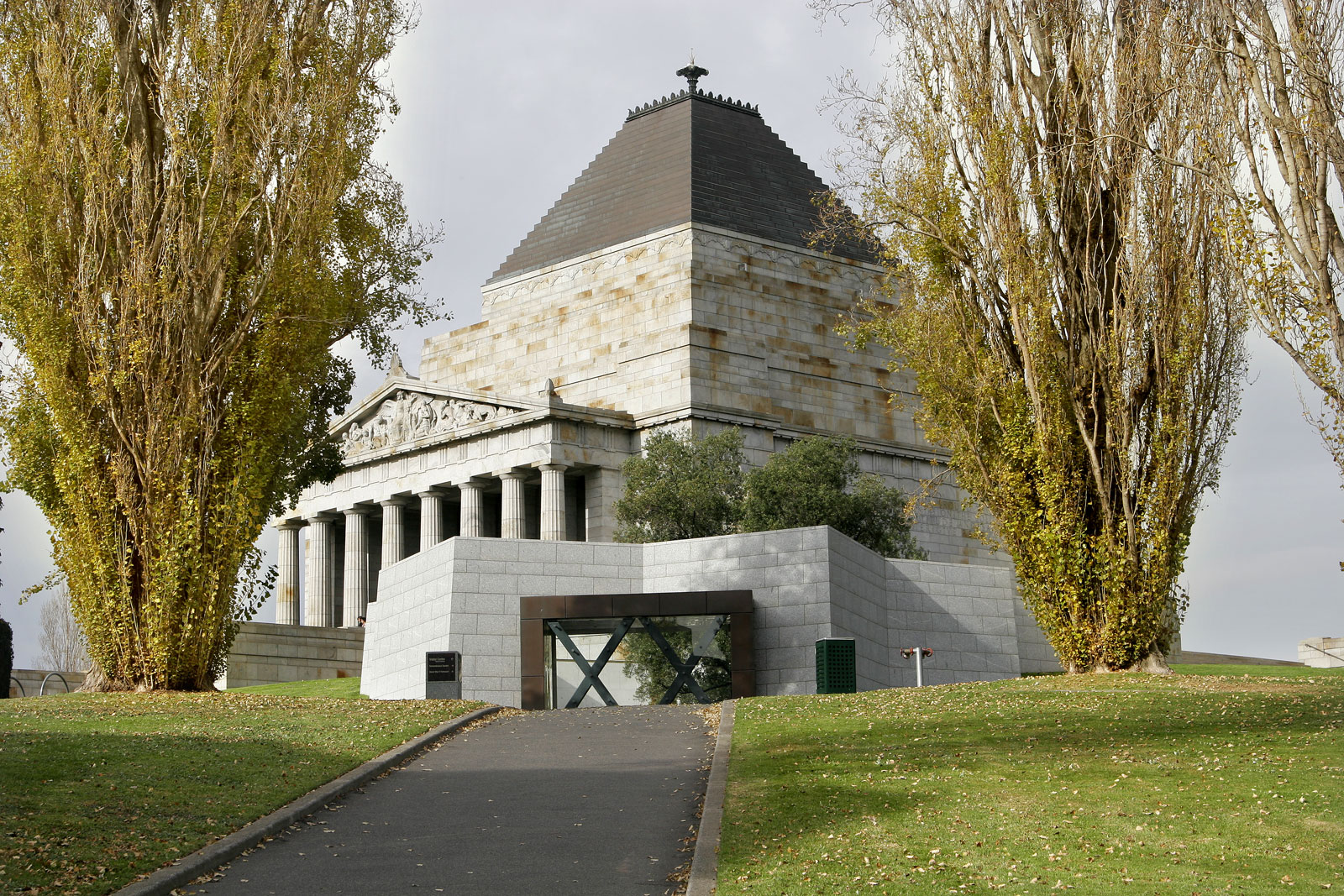
Le sanctuaire après les travaux de 2002-2003.
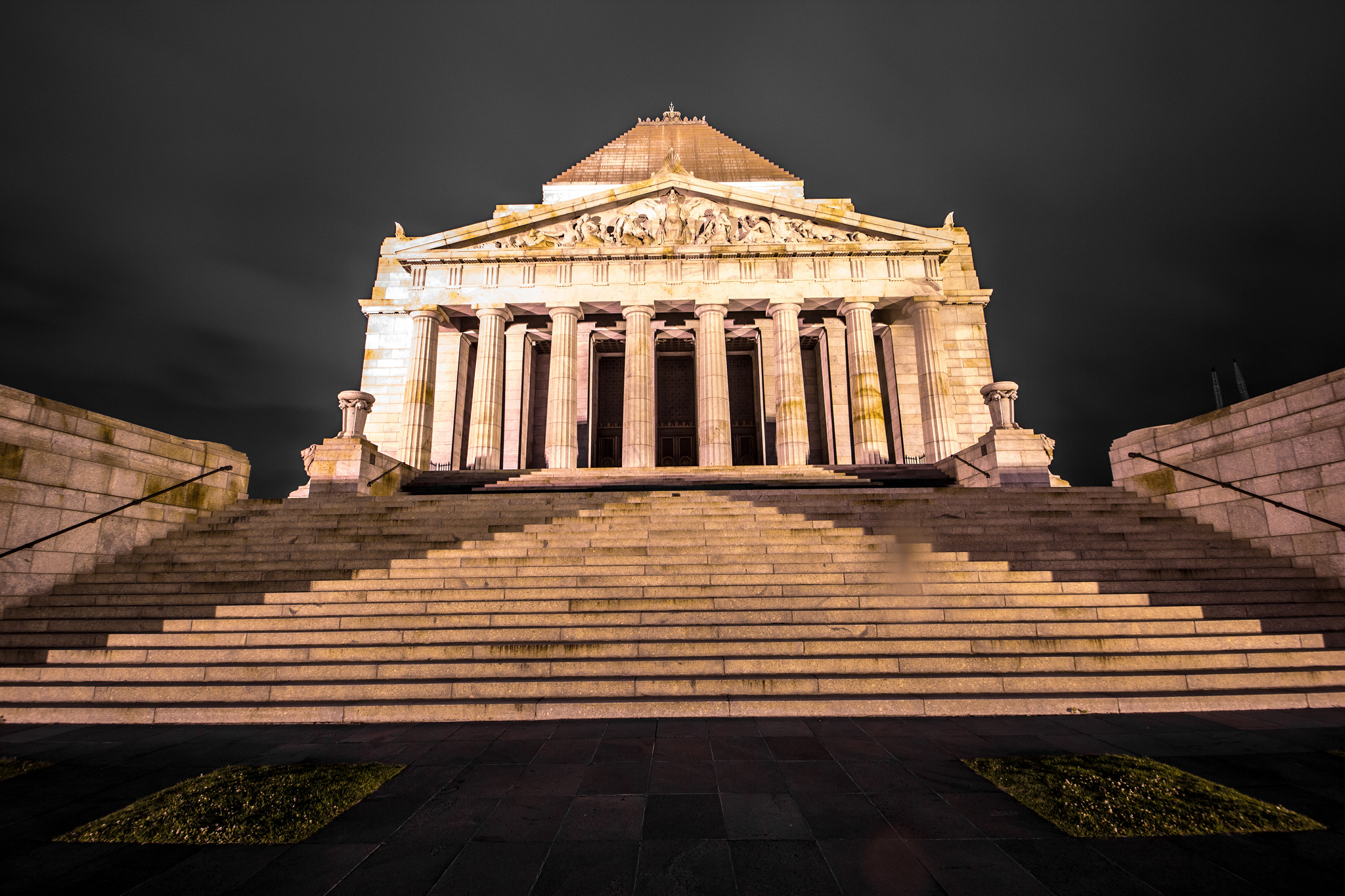
Le sanctuaire la nuit.
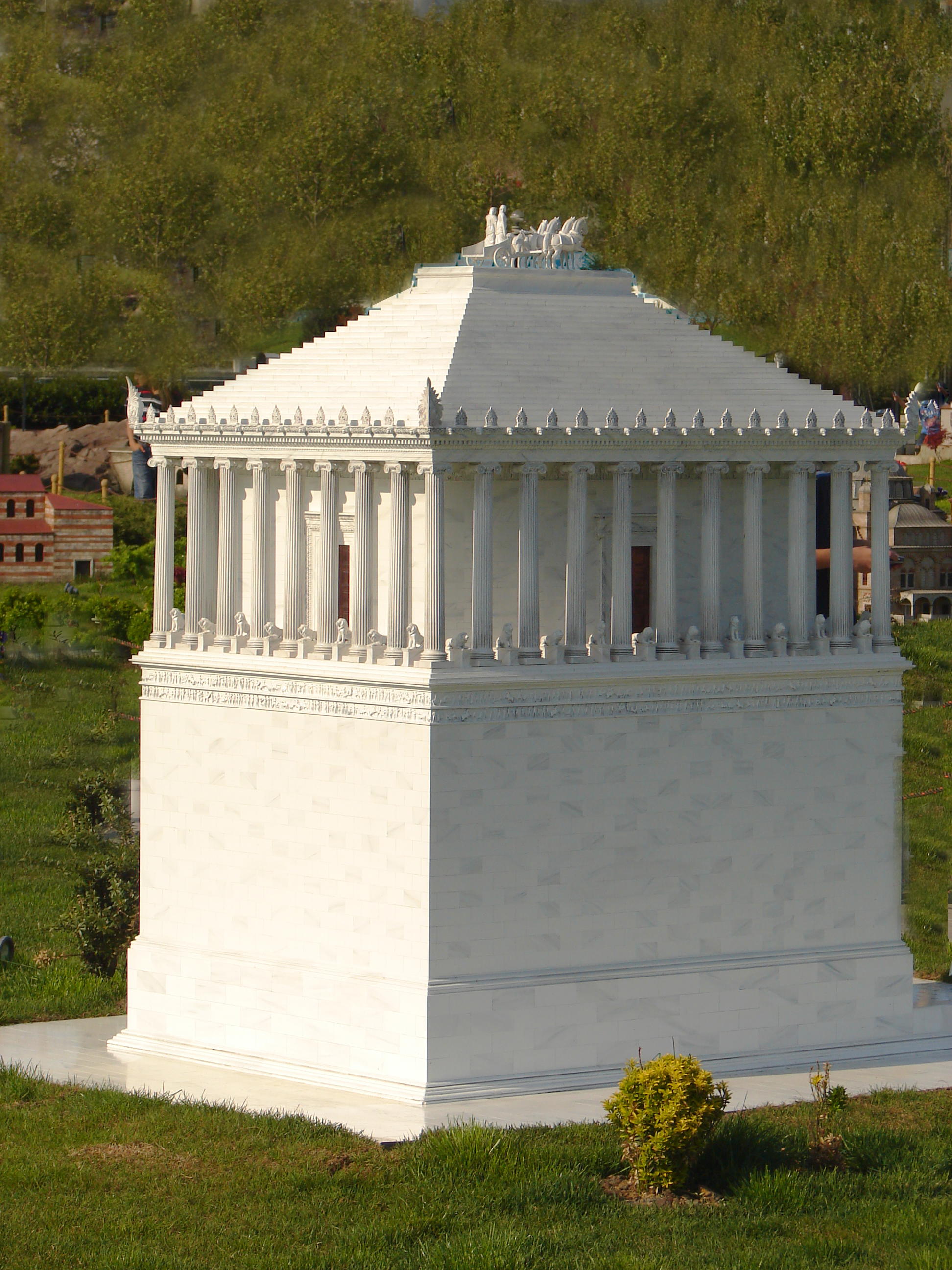
Reconstitution du Mausolée, à Istanbul.